# Robert P. Hanrahan

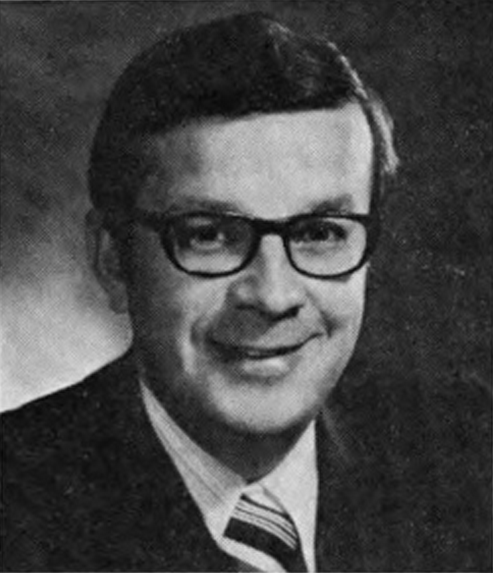
Robert P. Hanrahan

Robert Paul Hanrahan (* 25. Februar 1934 in Chicago Heights, Illinois; † 7. Januar 2011 in Vernon Hills, Illinois) war ein US-amerikanischer Politiker. Zwischen 1973 und 1975 vertrat er den Bundesstaat Illinois im US-Repräsentantenhaus.

## Werdegang
Robert Hanrahan besuchte die öffentlichen Schulen seiner Heimat und danach von 1952 bis 1954 das Thornton’s Community College in Harvey. Anschließend studierte er bis 1959 an der Bowling Green State University in Ohio. In den folgenden Jahren arbeitete er unter anderem als Lehrer und in der Verwaltung. Zwischen 1965 und 1967 war er Revisor der Ortschaft Bloom. Von 1967 bis 1971 fungierte er als Schulrat im Cook County. Danach wurde er regionaler Bildungsbeauftragter (Midwest Regional Commissioner of Education).
Politisch schloss sich Hanrahan der Republikanischen Partei an. Bei den Kongresswahlen des Jahres 1972 wurde er im dritten Wahlbezirk von Illinois in das US-Repräsentantenhaus in Washington, D.C. gewählt, wo er am 3. Januar 1973 die Nachfolge von Morgan F. Murphy antrat. Da er im Jahr 1974 nicht bestätigt wurde, konnte er bis zum 3. Januar 1975 nur eine Legislaturperiode im Kongress absolvieren. Diese war von der Watergate-Affäre überschattet.
Zwischen 1975 und 1977 arbeitete Hanrahan als Abteilungsleiter im US-Gesundheitsministerium. Neben einigen anderen Ämtern war er von 1980 bis 1982 Bezirksrat (County Commissioner) im Lake County. Zwischen 1984 und 1987 war er einer der Direktoren der American Security Council Foundation. Robert Hanrahan war auch als Berater tätig. Er starb am 7. Januar 2011 in Vernon Hills.